# Sotto casa
Sotto casa è l'ottavo album di inediti del cantautore italiano Max Gazzè, pubblicato il 14 febbraio 2013 dall'etichetta discografica Virgin.

## Il disco
Il disco è stato pubblicato contemporaneamente alla partecipazione dell'artista al Festival di Sanremo 2013, con i brani Sotto casa (scelto in base al nuovo meccanismo di gara) e I tuoi maledettissimi impegni, entrambi presenti nell'album.

## Successo commerciale
L'album ottiene un buon successo commerciale, ottenendo la certificazione FIMI disco d'oro per le oltre 30 000 copie vendute.
Risulta essere l'ottavo album più trasmesso e il quarantatreesimo più venduto del 2013.

## Tracce
1. E tu vai via – 2:46
2. Buon compleanno – 4:05
3. Sotto casa – 3:58
4. I tuoi maledettissimi impegni – 3:29
5. Atto di forza – 3:34
6. La mia libertà – 3:31
7. Il nome delle stelle – 3:45
8. Con chi sarai adesso – 3:37
9. Quel cerino – 3:42
10. L'amore di Lilith – 4:21

## Formazione
- Max Gazzè – voce, basso, organetto, pianoforte, sintetizzatore, glockenspiel, vibrafono, slide guitar, percussioni
- Giorgio Baldi – chitarra, e-bow, organo Hammond, sintetizzatore
- Clemente Ferrari – sintetizzatore, organo Hammond, pianoforte, solina
- Cristiano Micalizzi – batteria
- Massimiliano Corona – chitarra
- Massimo Dedo – tromba, trombone
- Francesco Gazzè – cori
- B.I.M. Orchestra – archi

## Classifiche
| Classifica (2013) | Posizione massima |
| ----------------- | ----------------- |
| Italia            | 7                 |

### Classifiche di fine anno
| Classifica (2013) | Posizione |
| ----------------- | --------- |
| Italia            | 43        |